# Elsa Conrad
Elsa Margarethe 'Igel' Conrad (Berlijn, 9 mei 1887 - Hanau, 19 februari 1963) was een Duitse nachtclubeigenaresse. In het Berlijn van de Weimarrepubliek was ze als uitbaatster van diverse lesbische uitgaansgelegenheden een sleutelfiguur binnen de lesbische gemeenschap.

## Levensloop
Elsa Conrad werd op 9 mei 1887 in Berlijn geboren als Elsa Margarethe Rosenberg. Ze was de dochter van de Joodse kleermaakster Bertha Rosenberg en een onbekende vader. Ondanks dat ze lesbisch was, trouwde ze in 1910 met kelner Wilhelm Conrad. Het ging hier mogelijk om een schijnhuwelijk, Wilhelm was mogelijk tevens homoseksueel.
Conrad volgde een commerciële opleiding en opende in de jaren twintig een café genaamd Verona-Diele aan de Wilmersdorferstraße, dat uitgroeide tot een populaire dansgelegenheid voor zowel de lokale gemeenschap als toeristen. In 1925 opende ze een wijnbar aan de Olivaer Platz in het Berlijnse Charlottenburg. Daarnaast runde ze samen met haar vriendin Bertha Stenzel een sigarenwinkel.

### OpeningMali und Igel
In 1927 ontmoette ze Amalie 'Mali' Rothaug met wie ze de lesbische uitgaansgelegenheid Mali und Igel, naar hun beide bijnamen, opende aan de Lutherstraße 16 in Schöneberg. In de jaren twintig van de twintigste eeuw stond de wijk bekend om haar vele uitgaansgelegenheden die zowel door homoseksuele vrouwen als mannen werden bezocht. In de uitgaansgelegenheid bevond zich de lesbische club Monbijou des Westens. De club stond bekend om haar grote exclusiviteit en de bezoekers behoorden tot de vooraanstaande kringen van de lesbische gemeenschap, waaronder gerenommeerde kunstenaars, intellectuelen en actrices. Enkele bekende bezoekers waren actrices Marlene Dietrich en Louise Brooks. De schrijfster Ruth Roellig omschreef de club in haar boek Berlins lesbische Frauen (1928) als: "De verreweg interessantste vereniging van lesbische vrouwen in Berlijn is de ‘Klub Monbijou des Westens’, die ongeveer 600 leden telt en een strikt gesloten gezelschap is, waar men alleen via introductie binnenkomt. De clubruimte bevindt zich – geleid door twee intelligente vriendinnen, Mali en Igel, de een een volmaakte garçonnetype, verfijnd en bewust, de ander meer een uitgelaten gamin – in het voorname westen van Berlijn, op de hoek van de rustige Wormser- en Lutherstraße." Jaarlijks organiseerden ze kostuumfeesten en bals in het nabijgelegen variététheater Scala, die veel aandacht trokken van de Berlijnse pers.

### Opkomst nationaalsocialisme
In 1931 scheidde ze van Wilhelm Conrad, maar bleef na de scheiding zijn achternaam gebruiken. Door het steeds sterker opkomende nationaalsocialisme werd het voor veel queer personen lastiger in Berlijn: klanten van onder meer de lesbische uitgaansgelegenheid van Käthe Fleischmann werden lastiggevallen door leden van de Sturmabteilung. Kort na de machtsovername van Adolf Hitler in januari 1933 vaardigde de Pruisische minister van Binnenlandse Zaken Hermann Göring een decreet uit dat onder andere 'homoseksuele gelegenheden' moest bestrijden. Begin maart 1933 was Mali und Igel een van de uitgaansgelegenheden die om deze reden werd gesloten. De sigarenwinkel die ze samen met Bertha Stenzel uitbaatte, was het jaar daarvoor al gesloten. Conrad raakte hierna in financiële moeilijkheden, wat ze probeerde op te lossen door een kamer in haar appartement te verhuren. Volgens een verslag van de Gestapo werkte ze daarnaast vanaf oktober 1935 in een café op de hoek van de Lindenstraße en Oranienstraße.
Conrad was een uitgesproken tegenstander van het nationaalsocialisme en werd om die reden op 5 oktober 1935 gearresteerd. De vrouw aan wie ze een kamer in haar appartement had verhuurd, had haar aangegeven bij de politie, omdat zij stelde dat Conrad haar Joodse afkomst en seksuele geaardheid had verzwegen. Daarnaast zou Conrad volgens haar beweren dat Adolf Hitler een relatie had met nazipoliticus Rudolf Hess. Volgens het verslag van de Gestapo zou ze zelf hebben gezegd dat ze moest overgeven als ze het Horst Wessellied hoorde. Op 18 december 1935 werd ze door het Berlijnse Sondergericht veroordeeld tot één jaar en drie maanden gevangenisstraf voor "belediging van de Rijksregering". Na haar veroordeling werd ze overgebracht naar de vrouwengevangenis Barnimstraße, later naar de vrouwengevangenis Kantstraße, waar ze haar straf uitzat. Haar vriendin Mali Rothaug emigreerde in 1936 naar de Verenigde Staten.
Op 4 januari 1937 kwam Conrad vrij, maar werd op 14 januari in Schutzhaft geplaatst in Moringen, het eerste vrouwenconcentratiekamp van Pruisen. De beslissing haar in Schutzhaft te plaatsen was reeds genomen voor haar vrijlating, aangezien zij zich volgens de Gestapo 'openlijk als Arische had uitgegeven en de Führer en andere regeringsleden op grove wijze beledigd' en relaties had met vrouwen. Haar detentie werd telkens verlengd en zou enkel opgeheven worden als ze naar Palestina of overzee zou emigreren. De uitzichtloze situatie maakte dat ze uiteindelijk instemde. Ze werd bij haar emigratieplannen bijgestaan door haar vroegere geliefde Bertha Stenzel, maar door bureaucratische obstakels werd het onmogelijk een paspoort te verkrijgen.

### Vrijlating en naoorlogse jaren
Kampdirecteur Hugo Krack sprak zich uit voor de vrijlating voor Conrad wegens goed gedrag, al was hij van mening dat zij naar haar vrijlating 'nauwlettend in de gaten' moest worden gehouden. In februari 1938 werd Conrad vrijgelaten onder voorwaarde dat ze nazi-Duitsland datzelfde jaar zou verlaten. Op 12 november 1938 vertrok ze per schip vanuit Hamburg naar Tanzania. In 1943 vestigde ze zich in Nairobi, Kenia, waar ze als verkoopster en kindermeisje werkte. In 1961 keerde ze terug naar West-Duitsland. Ze was ernstig ziek en erg verarmd. Ze overleed op 19 februari 1963 in een verpleeghuis in Hanau. Ze werd 75 jaar oud.

## Eerbetonen
Conrad wordt genoemd als medewerktster van een melkbar in Nairobi in de roman Nirgendwo in Afrika (1995) van Stefanie Zweig. In de filmadaptatie uit 2001 werd de rol van Conrad gespeeld door Mechthild Grossmann.
Het verhaal van Conrad werd in 2013 belicht in de tentoonstelling lesbisch.jüdisch.schwul in het Schwules Museum in Berlijn.
In 2021 overwoog de stadsdeelraad Tempelhof-Schöneberg een plein te vernoemen naar Conrad en Rothaug ('Mali-und-Igel-Platz'), maar het plan ging vanwege formele redenen niet door.